# Máscara de flandres

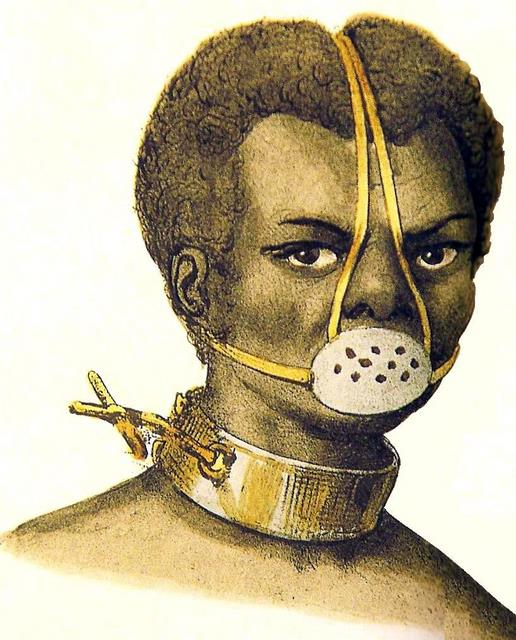
Zeichnung von Jacques Arago aus dem Jahr 1839

Eine Máscara de flandres war eine Maske, die im kolonialen Brasilien als Folter von Sklaven eingesetzt wurde. Sie wurde Sklaven zur Bestrafung aufgezwungen, um sie vom Essen, Trinken und dem Verzehr von Erde abzuhalten. Die Maske wurde aus Weißblech (portugiesisch Folha de flandres) angefertigt. Sie wurde am Hinterkopf mit einem Schloss befestigt, damit nur der „Besitzer“ der Sklaven diese öffnen konnte, und blockierte vollständig den Mund, ließ aber Nase und Augen frei.
Durch den freiwilligen Verzehr von Erde infizierten sich manche Sklaven mit dem Hakenwurm Necator americanus und waren durch die Krankheit unfähig zu arbeiten, was wirtschaftliche Nachteile für die „Besitzer“ der Sklaven mit sich brachte. Die Maske war ein Versuch, dies zu verhindern.
Die Heilige Escrava Anastacia wird im brasilianischen Volksglauben mit einer Máscara de flandres dargestellt.